# Leonor de La Marche
Leonor de Borbón y Evreux (Burlada, 7 de septiembre de 1407 - ¿? 1464) fue una noble francesa, hija de Jaime II de La Marche y de Beatriz de Evreux, y era la nieta mayor del rey Carlos III de Navarra y su esposa, Leonor de Trastámara.

## Biografía
Dada la temprana muerte de su madre tras el parto (finales de noviembre o mediados de diciembre de 1407), el padre dejó a la hija al cuidado de su suegro y «se crió en Navarra junto a su abuelo, hasta el año 1423, en que fue a vivir con su padre». Este prometía bajo juramento a su suegro, Carlos III, «que su hija Leonor no contraería matrimonio sin su conocimiento y expreso consentimiento.» El apego hacia la nieta era compartido por la abuela, Leonor, que en el testamento dictado en Olite el 27 de julio de 1414 la incluía como una más de sus herederos, además del rey y de sus hijas Blanca e Isabel.
En 1429 contrajo matrimonio con Bernardo de Armañac y se convirtió en duquesa de Nemours. A la muerte de éste en 1438, ella se convirtió en condesa de La Marche y condesa de Castres. Murió en 1464 y fue sucedida por su hijo único Jaime III de La Marche.
| Predecesor: Jaime II de La Marche | Condesa de La Marche Condesa de Castres 1438 - 1464 | Sucesor: Jaime III de La Marche |